# Voinița, Vidin
Voinița (în bulgară Войница) este un sat în comuna Vidin, regiunea Vidin,  Bulgaria. 

## Demografie
Componența etnică a satului Voinița
     Bulgari (100%)
     Nicio identificare (0%)
     Altele (0%)
La recensământul din 2011, populația satului Voinița era de 102 locuitori. Din punct de vedere etnic, toți locuitorii erau bulgari.